# Klaus Seibel
Klaus Seibel (* 1959) ist ein deutscher Schriftsteller mit den Schwerpunkten Science-Fiction und Thriller.

## Leben
Seibel studierte Theologie und arbeitete als Pastor. Später war er Manager in einem Softwarehaus. Seit 2014 ist er hauptberuflich Schriftsteller. 2009 erhielt er den Krimipreis der Frankfurter Neuen Presse. Nach zwei Buchveröffentlichungen bei Verlagen konzentriert er sich auf Veröffentlichungen als Selbstpublikation. Die meisten Bücher sind als Book-on-demand auch in gedruckter Form erhältlich.

## Werke

### Romane
- Krieg um den Mond., Kriftel 2012, ISBN 978-3-7431-0164-7
  - Übersetzungen in Englisch, Französisch, Italienisch
  - Hörbuch (Sprecher Mark Bremer), Rubikon Audioverlag 2018.
- Schwarze Energie., Kriftel 2012, ISBN 978-3-7431-0134-0
- Zehntausend Augen. Kriminalroman. Emons, Köln 2012, ISBN 978-3-7431-3877-3
- Zehntausend Fallen. Der zweite Fall für Ellen Faber. Kriminalroman. Emons, Köln 2013, ISBN 978-3-7431-3923-7
- Das Erbe der ersten Menschheit. (Die erste Menschheit Band 1), Kriftel 2014, ISBN 978-3-7412-7975-1
  - Hörbuch (Sprecher Mark Bremer), Rubikon Audioverlag 2019.
- Die erste Menschheit lebt. (Die erste Menschheit Band 2), Kriftel 2014, ISBN 978-3-7412-8350-5
  - Hörbuch (Sprecher Mark Bremer), Rubikon Audioverlag 2019.
- Die dunkle Seite des Erbes. (Die erste Menschheit Band 3), erschienen am 29. März 2015, ISBN 978-3-7412-9153-1
  - Hörbuch (Sprecher Mark Bremer), Rubikon Audioverlag 2019.
- Lantis (Sammelband der 3 Bücher zur ersten Menschheit), erschienen am 24. November 2015, ISBN 978-3-7393-2698-6
  - Übersetzung in Englisch
- Strafe – Alte Sünden., Thriller, erschienen am 10. August 2015, ISBN 978-3-7386-2348-2
- Strafe – Kein Vergessen., Thriller, erschienen am 4. Januar 2016, ISBN 978-3-7392-1948-6
- Meister der Gene (Die erste Menschheit, Band 4), erschienen Mai 2016, ISBN 978-3-7412-9782-3
  - Übersetzung in Englisch
  - Hörbuch (Sprecher Mark Bremer), Rubikon Audioverlag 2019.
- Spuren der ersten Menschheit (Die erste Menschheit, Band 5), erschienen am 12. Oktober 2016, ISBN 978-3-7412-8851-7
  - Übersetzung in Englisch
  - Hörbuch (Sprecher Mark Bremer), Rubikon Audioverlag 2020.
- Hoffnung Atlantis (Die erste Menschheit, Band 6), erschienen am 23. März 2017, ISBN 978-3-7431-6216-7
  - Übersetzung in Englisch
  - Hörbuch (Sprecher Mark Bremer), Rubikon Audioverlag 2020.
- Chimären (Science Force 1) (der 3. Fall für Ellen Faber), erschienen Oktober 2017, ISBN 978-3-7393-9710-8
  - Hörbuch (Sprecher Florian Hoffmann), Rubikon Audioverlag 2022
  - Übersetzungen in Englisch, Französisch, Spanisch, Italienisch, Portugiesisch, Niederländisch
- Aufstand der Mikroben (Science Force 2) (der 4. Fall für Ellen Faber), erschienen März 2018, ISBN 978-3-7460-0600-0
  - Übersetzungen in Englisch, Französisch, Spanisch, Italienisch, Niederländisch
- Das Gehirn in der Tiefe (Science Force 3) (der 5. Fall für Ellen Faber), erschienen August 2018, ISBN 978-3-7528-8685-6
  - Übersetzungen in Englisch, Französisch, Spanisch, Italienisch
- Aufbruch aus Atlantis (Aufbruch aus Atlantis 1), erschienen am 1. Januar 2019, ISBN 978-3-7481-4045-0
  - Übersetzung in Englisch
  - Hörbuch (Sprecher Mark Bremer), Rubiton Audioverlag 2024
- Flucht der Saurier (Aufbruch aus Atlantis 2), erschienen am 1. April 2019, ISBN 978-3-7494-3377-3
  - Übersetzung in Englisch
  - Hörbuch (Sprecher Mark Bremer), Rubiton Audioverlag 2024
- Der Präsident - SF-Thriller (Aufbruch aus Atlantis 3), erschienen am 1. Juli 2019, ISBN 978-3-7460-2967-2
  - Hörbuch (Sprecher Mark Bremer), Rubiton Audioverlag 2024
- Xeeh (Aufbruch aus Atlantis 4), erschienen im Oktober 2019, ISBN 978-3-7481-3177-9
- Für eine bessere Welt (Sammelband der Bücher 2 – 4 der Staffel Aufbruch aus Atlantis), erschienen am 11. November 2019, ISBN 978-3-7460-9957-6
- Aufmarsch der Klone (Aufbruch aus Atlantis 5), erschienen am 26. Februar 2020, ISBN 978-3-7504-6875-7
- Angriff auf Atlantis (Aufbruch aus Atlantis 6), erschienen am 12. Mai 2020, ISBN 978-3-7519-3291-2
- Der große Rat des Lebens (Aufbruch aus Atlantis 7), erschienen am 3. August 2020, ISBN 978-3-7519-2073-5
- Endspiel um die Zukunft (Sammelband der Bücher 5 – 7 der Staffel Aufbruch aus Atlantis), erschienen am 22. September 2020, ISBN 978-3-7519-9009-7
- Endlich! - Wir sind nicht allein, erschienen am 5. November 2020, ISBN 978-3-7526-4296-4
  - Hörbuch (Sprecher Florian Hoffmann), Rubikon Audioverlag 2021
  - Übersetzungen in Englisch, Französisch, Spanisch, Italienisch, Portugiesisch
- Endlich 2 - Die Körperlosen, 2021, ISBN 978-3-7534-0370-0
  - Hörbuch (Sprecher Florian Hoffmann), Rubikon Audioverlag 2021
  - Übersetzungen in Englisch, Französisch, Spanisch, Italienisch
- Endlich 3 - Agenten der KI, erschienen am 12. Juli 2021, ISBN 978-3-7543-2338-0
  - Hörbuch (Sprecher Florian Hoffmann), Rubikon Audioverlag 2021
  - Übersetzungen in Englisch, Französisch, Spanisch, Italienisch
- Das unmögliche Foto, erschienen am 6. Dezember 2021, ISBN 978-3-7557-5485-5
- Menschendruckerei, erschienen am 27. Mai 2022, ISBN 978-3-7562-1025-1
- Jagd auf die Abtrünnigen, erschienen am 9. November 2022, ISBN 978-3-7568-7442-2
- Antarktis Anomalie, erschienen am 19. April 2023, ISBN 978-3-7528-8885-0
  - Hörbuch (Sprecher Florian Hoffmann), Rubiton Audioverlag 2024
- Kiara, erschienen am 2. März 2024, ISBN 978-3-7583-6695-6
- Fabrik der Schwarzen Löcher, erschienen am 5. September 2024, ISBN 978-3-7597-8833-7

### Kurzgeschichten
- Die falsche Nadel (2011 veröffentlicht als Hörbuch durch die Navarra-Verlagsgesellschaft)
- Casting zum Tod (2011 veröffentlicht als Hörbuch durch die Navarra-Verlagsgesellschaft)
- Sein letzter Ton